# Избица (Србица)
Избица (алб. Izbicë) је насеље у општини Србица, Косово и Метохија, Република Србија.

## Становништво
| Демографија | Демографија | Демографија |
| Година      | Становника  | Становника  |
| ----------- | ----------- | ----------- |
| 1948.       | 349         |             |
| 1953.       | 405         |             |
| 1961.       | 486         |             |
| 1971.       | 604         |             |
| 1981.       | 643         |             |
| 1991.       | 623         |             |